# Бобови култури
Бобови култури са растения или техните плодове или семена от семейство Бобови. Те се отглеждат в селското стопанство, основно за тяхното зърно, за фураж и силаж и за тор. Сред най-известните бобови култури са люцерната, детелината, граха, боба, лещата, нахута, рожкова, соята, фъстъка и тамаринда. Това е най-често срещаното семейство в тропическите влажни гори, както и в сухите гори в Америка и Африка.
Бобовите култури са известни с това, че повечето от тях имат симбиотични азотфиксиращи бактерии. Поради тази причина те играят ключова роля в сеитбообращението.

## Употреба
Бобовите култури могат да принадлежат на множество селскостопански класове, сред които фураж, зърно, разсад, торене, промишленост и т.н. Много комерсиално отглеждани сортове запълват две или повече роли едновременно, в зависимост от тяхното ниво на зрялост при прибирането на реколтата.

## Консумация
Зърнено-бобовите култури се отглеждат за семената им. Те се използват за консумация от хора и животни или за производство на масла за промишлена употреба. Такива култури са например боба, лещата, граха, фъстъците и други.

### Хранителна стойност
Бобовите култури са значителен източник на протеини, въглехидрати, баластни вещества и макроелементи. Например, 100 грама сготвен нахут съдържа 18% от препоръчителната дневна доза протеин, 30% баластни вещества, 43% фолиева киселина и 52% манган. Не съдържат холестерол и само малко мазнина и натрий.
Те са също добър източник на устойчиво нишесте, което се разлага от бактерии в дебелото черво, за производство на мастни киселини (като бутирати), които се използват от чревните клетки като източник на енергия.
Подготвителни изследвания у хора включват потенциала на редовната консумация на бобови култури във вегетарианска диета за третиране на метаболитен синдром. Съществуват доказателства, че порция бобови култури от около една чаша на ден в хранителния режим помага да се намали кръвното налягане и да се намали холестерола, макар да съществуват съмнения относно качеството на подкрепящите данни.
Организацията по прехрана и земеделие признава 11 основни вида бобови култури.

## Фураж
Фуражните бобови култури се делят на два типа, Някои като детелината, люцерната, Vicia, Stylosanthes и Arachis се засаждат на пасища за паша на добитък. Други като Leucaena и Albizia са храсти или дървета и или се чупят от добитъка, или редовно се отсичат от хората за хранене на добитъка.

## Азотфиксация
Много бобови култури съдържа симбиотични бактерии, наречени Rhizobia, в коренните си системи. Растенията от рода Styphnolobium са изключение. Тези бактерии имат възможността за азотфикация от атмосферен, молекулен азот (N2) в амоняк (NH3). Химичната реакция е:
N2 + 8H+ + 8e− → 2NH3 + H2
След това амонякът се превръща в амоний (NH+
4), който се използва от някои растения в следната реакция:
NH3 + H+ → NH+
4
Това подреждане означава, че коренните системи са източник на азот за бобовите култури, което ги прави относително богати на растителни протеини. Всички протеини съдържат азотни аминокиселини и затова бобовите култури са добър източник на протеини.
Когато бобово растение умре на полето, например след събиране на реколтата, целият останал азот в аминокиселините в частите на растението се изпуска обратно в почвата. В почвата аминокиселините се превръщат в нитрат (NO−
3), ката така азотът става наличен за други растения и служи като тор за бъдещи култури.
В много традиционни и органични земеделски практики сеитбообращението включва бобови култури. Като се редува засаждането на бобови и небобови култури, нивата обикновено получава достатъчно азотни съединения, за да дава добра реколта, дори и когато културата не е бобова.

## История
Археолозите са открили следи от производство на бобови култури около река Рави в Пенджаб, седалището на Индската цивилизация, датиращо от около 3300 г. пр.н.е. Междувременно, доказателства за отглеждане на леща са намерени в египетските пирамиди и клиновидни рецепти. Сухи грахови семена са открити в швейцарско село, като за тях се смята, че датират от каменната ера. Доказателствата сочат, че тези грахови семена трябва да са били отглеждани по източното Средиземноморие и в Месопотамия поне преди около 5000 години.

## Разпространение и икономика
Бобовите култури са широко разпространени, бидейки третото най-голямо наземно растително семейство по брой видове след Орхидеи и Сложноцветни със 751 рода и около 19 000 вида.
Най-големият производител и потребител на бобови култури е Индия. Други значителни износители на бобови култури са Пакистан, Канада, Мианмар, Австралия и САЩ. Световният пазар на бобови култури е оценен на 60 милиона тона.